# 林婷婷
林婷婷（英語：Lin Ting Ting, Jacky，1992年9月10日—）是香港無綫電視的新聞從業員，目前是翡翠台晚間新聞提要主播。

## 簡歷
林婷婷於台灣出生，在嘉諾撒聖瑪利學校（年份不詳）、嘉諾撒聖瑪利書院（2011年中七）、香港中文大學文學院英文系學士（2011年至2015年；崇基書院）畢業，曾經擔任三年保良局第一張永慶中學中學教師，2021年香港大學文學及文化研究碩士畢業。
林婷婷2019年2月加入無綫新聞，起初做港聞組記者，之後成为明珠台晚間和無綫電視財經新聞記者兼主播，2021年11月開始做翡翠台晚間新聞提要主播。因為样貌与藝人譚凱琪相像而被網民談論。

## 外部連結
- 林婷婷的Instagram帳戶
- 官方网站
- 林婷婷學歷及工作經歷 （页面存档备份，存于）